# Tillandsia 'Anna'
Tillandsia 'Anna' es un cultivar híbrido del género Tillandsia perteneciente a la familia Bromeliaceae.
Es un híbrido creado  con las especies Tillandsia streptophylla × desconocida.